# Ramiro Vargas
Ramiro Vargas Espinoza  (La Paz, 22 de enero de 1956) es un exfutbolista y entrenador boliviano. Se desempeñaba como defensor.

## Selección nacional
Fue internacional con la Selección de Bolivia en veintiún ocasiones.
Disputó la Copa América 1979. Debutando en la competición el 26 de julio en la victoria 2-1 ante Brasil en el Estadio Hernando Siles. En el torneo también jugó en los partidos ante Perú y Argentina.
También jugó la Copa América 1983, diputando tres encuentros. En 1989 jugó las eliminatorias para la Copa Mundial de 1990.

## Clubes

### Como jugador
| Club             | País    | Año         |
| ---------------- | ------- | ----------- |
| Chaco Petrolero  | Bolivia | 1977        |
| Bolívar          | Bolivia | 1978 - 1985 |
| Litoral (La Paz) | Bolivia | 1986 - 1989 |
| Bolívar          | Bolivia | 1990        |
| San José         | Bolivia | 1991 - 1993 |

### Como entrenador
| Club                    | País    | Año  |
| ----------------------- | ------- | ---- |
| Deportivo Municipal     | Bolivia | 1998 |
| San José                | Bolivia | 1999 |
| Independiente Petrolero | Bolivia | 2000 |
| San José                | Bolivia | 2001 |
| Mariscal Braun          | Bolivia | 2003 |
| Unión Central           | Bolivia | 2006 |
| Deportivo Municipal     | Bolivia | 2007 |
| La Paz FC               | Bolivia | 2009 |
| Empresa Minera Huanuni  | Bolivia | 2011 |
| Chaco Petrolero         | Bolivia | 2013 |

## Palmarés

### Como jugador
Títulos nacionales
| Título           | Club    | Año  |
| ---------------- | ------- | ---- |
| Primera División | Bolívar | 1982 |
| Primera División | Bolívar | 1983 |
| Primera División | Bolívar | 1985 |

### Como entrenador
Títulos nacionales
| Título             | Club     | Año  |
| ------------------ | -------- | ---- |
| Copa Simón Bolívar | San José | 2001 |

Títulos regionales
| Título             | Club                   | Año  |
| ------------------ | ---------------------- | ---- |
| Primera "A" (AFLP) | Deportivo Municipal    | 1998 |
| Primera "A" (AFO)  | San José               | 2001 |
| Primera "A" (AFO)  | Empresa Minera Huanuni | 2010 |